# Korai tamariska
A korai tamariska (Tamarix tetrandra) a tamariskafélék (Tamaricaceae) családjához tartozó fás szárú növényfaj. Cserjéje egy-három méter magasra nő meg. Délkelet-Európában őshonos faj. Gyökerei mélyre hatolnak, egészen a talajvíz szintjéig. Jól viseli a forró, száraz éghajlatú helyeket, ugyanakkor a fagyokat is átvészeli. Halvány rózsaszín virágait májusban hozza. Kopácsokkal nyíló öt-hat milliméter hosszú toktermése júliusban érik be. Mivel jól tűri a sós talajt, valamint a légszennyezést, ezért gyakran autópályák elválasztó sávjába ültetik, mint sövénynövényt. Szívós növény, amelyet nehéz kiirtani, mivel képes gyökérdarabkáiból is újra kihajtani.